# Brianna Hildebrandová
Brianna Caitlin Hildebrandová (* 14. srpna 1996, College Station, Texas, USA) je americká herečka. Proslavila se účinkováním v internetovém seriálu Annie Undocumented a ve filmech Deadpool (2016) a Deadpool 2 (2018).

## Životopis
Hildebrandová se narodila v College Station v Texasu a vystudovala střední školu A&M Consolidated High School v College Station v Texasu.

## Kariéra
Hildebrandová se objevila ve webovém seriálu Annie Undocumented, který byl jmenován nejlepším webovým seriálem na televizním festivalu New York TV Festival v roce 2014.
V roce 2015 byla obsazena do role superhrdinky Negasonic Teenage Warhead ve filmu Deadpool. Film se natáčel ve Vancouveru a premiéru měl dne 12. února 2016. Ve stejném roce se také objevila v roli Sashy ve filmu First Girl I Loved.
V červenci 2017 se připojila k obsazení druhé řady seriálu Exorcista. V roce 2018 si zopakovala roli Negasonic Teenage Warhead v pokračování filmu Deadpool, Deadpool 2.
V roce 2019 získala roli Lizzie v seriálu Love Daily a roli Elodie Davis v seriálu Trinkets.
V roce 2024 si roli Negasonic Teenage Warhead zopakuje v Deadpool & Wolverine, 14. snímku filmové série X-Men a zároveň 34. snímku série Marvel Cinematic Universe.

## Osobní život
V březnu 2017 v souvislosti se svojí sexualitou prohlásila: „Docela brzy jsem zjistila, že se mi líbí kluci i holky […] Naštěstí teď můžu říct, že když bydlím v LA, nijak mě neděsí být homosexuální. Nebála jsem se, ani když jsem byla v Texasu. Už na střední škole jsem v podstatě provedla coming out. Jen jsem se nikdy nerozhodla pro jednu škatulku. Jsem ráda, že je to venku, a myslím, že by to tak mělo být.“

## Filmografie

### Film
| Rok  | Název                | Role                      | Poznámky                              |
| ---- | -------------------- | ------------------------- | ------------------------------------- |
| 2015 | Prism                | Julie                     |                                       |
| 2015 | The Voice Inside     | Grace                     | krátkometrážní film, také producentka |
| 2016 | First Girl I Loved   | Sasha                     |                                       |
| 2016 | Deadpool             | Negasonic Teenage Warhead |                                       |
| 2017 | Tragedy Girls        | Sadie Cunningham          |                                       |
| 2018 | Deadpool 2           | Negasonic Teenage Warhead |                                       |
| 2019 | Playing with Fire    | Brynn                     |                                       |
| 2020 | Runt                 | Gabriella                 |                                       |
| 2022 | The Time Capsule     | Elise                     |                                       |
| 2024 | Deadpool & Wolverine | Negasonic Teenage Warhead | postprodukce                          |

### Televize
| Rok  | Název              | Role      | Poznámky              |
| ---- | ------------------ | --------- | --------------------- |
| 2014 | Annie Undocumented | Jen       | internetový seriál    |
| 2017 | Exorcista          | Verity    | hlavní role (2. řada) |
| 2019 | Trinkets           | Elodie Da | hlavní role           |
| 2019 | Love Daily         | Lizzie    | hlavní role           |
| 2021 | Lucifer            | Aurora    | hlavní role (6. řada) |

## Ocenění a nominace
| Rok  | Ocenění                         | Kategorie        | Nominována za | Výsledek  |
| ---- | ------------------------------- | ---------------- | ------------- | --------- |
| 2016 | Teen Choice Awards              | Objev roku       | Deadpool      | nominace  |
| 2017 | London FrightFest Film Festival | Nejlepší herečka | Tragedy Girls | vítězství |
| 2017 | Brooklyn Horror Film Festival   | Nejlepší herečka | Tragedy Girls | vítězství |